# Bibata Adamou Dakaou
Bibata Adamou Dakaou (ur. 1941) – nigerska polityczka. Jedna z pięciu pierwszych kobiet wybranych do Zgromadzenia Narodowego Nigru.

## Życiorys

### Młodość, edukacja i kariera zawodowa
Dakaou urodziła się w 1941 roku.
Uczęszczała do szkoły podstawowej i szkoły średniej w Fada N’Gourma i Wagadugu (obecnie na terenie Burkina Faso). Studiowała pedagogikę w Paryżu i Niamey. W latach 1960–1986 pracowała jako nauczycielka, dyrektorka szkoły oraz inspektorka edukacyjna. Po zakończeniu kariery jako nauczycielka została jedną z liderek organizacji Association des Femmes du Niger, państwowej organizacji kobiecej. W latach 1986–1989 pełniła funkcję krajowej dyrektorki organizacji ds. wzmacniania pozycji kobiet. W latach 1992–1996 pracowała jako dyrektorka ds. ludności i życia rodzinnego. W 1996 roku przeszła na emeryturę.

### Działalność polityczna
Z powodzeniem wystartowała w wyborach parlamentarnych w 1989 roku z okręgu wyborczego obejmującego departament Kollo z ramienia partii Mouvement National pour la Société de Développement (MNSD). Została jedną z 5 kobiet wybranych do Zgromadzenia Narodowego Nigru, był to pierwszy raz w historii kraju kiedy do parlamentu zostały wybrane kobiety. Po wyborach parlamentarnych w 1993 roku zaprzestała pełnienie mandatu w parlamencie. Kontynuowała zaangażowanie w Convention démocratique et sociale oraz w Syndicat National des Enseignants du Niger.